# Сан Роко ди Пјегара
Сан Роко ди Пјегара је насеље у Италији у округу Верона, региону Венето.
Према процени из 2011. у насељу је живело 931 становника. Насеље се налази на надморској висини од 632 м.